# LOCOS

Structure LOCOS typique, où (1) indique le silicium et (2) indique le dioxyde de silicium.

L'oxydation locale du silicium, ou LOCOS (pour LOCal Oxidation of Silicon), est un procédé de microfabrication formant du dioxyde de silicium SiO2 dans des zones précisément définies d'un wafer de silicium de telle sorte que l'interface Si–SiO2 soit en-dessous de la surface du wafer lui-même.
Cette technologie a été développée afin d'isoler les transistors MOS à effet de champ les uns des autres, et limiter les interférences entre transistors. Le principal objectif est de former une structure isolante en dioxyde de silicium pénétrant sous la surface du wafer, ce qu'il n'est pas facile de réaliser par gravure. On a plutôt recours à l'oxydation thermique de régions localisées autour des transistors. L'oxygène pénètre en profondeur dans le wafer, réagit avec le silicium et convertit ce dernier en silice, formant une structure entrant dans le volume du silicium. Cette réaction peut être modélisée à l'aide du modèle Deal-Grove (en).